# Mario Musso
Mario Musso (Saluzzo, 30 gennaio 1876 – Straniger Alm, 17 settembre 1915) è stato un militare italiano, decorato di medaglia d'oro al valor militare alla memoria nel corso della prima guerra mondiale.

## Biografia
Nacque a Saluzzo, in provincia di Cuneo, il 30 gennaio 1876, figlio di Sebastiano e Clara Pignari. Arruolatosi nel Regio Esercito, studiò prima (1891) al Collegio Militare di Milano, denominato oggi Scuola Militare "Teulié" e poi frequentò la Regia Accademia Militare di Modena, da cui uscì con il grado di sottotenente, assegnato al 41º Reggimento fanteria della Brigata "Modena". Promosso tenente, fu successivamente trasferito al 3º Reggimento della specialità Alpini. Nel 1904, in tempo di pace, gli fu conferita la Medaglia di bronzo al valor militare per aver salvato uno dei suoi alpini travolto da una valanga a Bardonecchia. 
Promosso capitano in forza al 2º Reggimento alpini, all'entrata in guerra del Regno d'Italia, avvenuta il 24 maggio 1915, partì per la zona di operazioni alla testa della 21ª Compagnia del battaglione alpini "Saluzzo", distinguendosi sul fronte carnico. Partecipò alle operazioni sul Pal Piccolo, Pal Grande, Freikofel e nell'alto But.
Il 14 settembre 1915 l'esercito austro-ungarico lanciò un violentissimo attacco contro le posizioni di Monte Lodin, Cima di Val Puartis, e Passo Melédis, difese da tre compagnie, una del 12º Reggimento bersaglieri e due del 2º Reggimento alpini. Rimasto sotto il fuoco nemico per ore, venne ferito una prima volta all’addome, ma rimase stoicamente al suo posto, sorreggendosi con una piccozza e dirigendo le operazioni di difesa. Ferito per la seconda volta, mortalmente, riuscì a rimettersi in piedi, ordinando di continuare il fuoco contro gli attaccanti che oramai stavano entrando nelle trincee italiane. Trasportato dagli austriaci presso un ospedale da campo a Straniger Alp, in Carinzia, si spense il 17 settembre. Il giorno del suo funerale gli furono tributati gli onori militari da parte di un picchetto di soldati e il comando austriaco ne diede informazione alla famiglia. Con Decreto Luogotenenziale 22 luglio 1916 gli fu concessa la medaglia d'oro al valor militare alla memoria.
Il 28 giugno 1929 gli alpini del Gruppo ANA "Alto But" di Paluzza,  nel corso di una cerimonia di riappacificazione con gli ex nemici austriaci avvenuta al passo di Monte Croce, riconsegnarono la salma del tenente Franz Weilhalter, scortata da un reparto in armi, che era anch'egli decorato con la Medaglia d’oro austriaca e seppellito a Timau, scambiandole con quella del capitano Musso, che era stata inumata in quello di Straniger Alp. Da allora la sua salma riposa nell'Ossario del paese carnico. 
Al capitano Musso è intitolata la caserma degli alpini a Saluzzo.